# Brosktuvskivling
Brosktuvskivling (Lyophyllum loricatum) är en svampart som först beskrevs av Elias Fries, och fick sitt nu gällande namn av Kühner ex Kalamees 1994. Lyophyllum loricatum ingår i släktet Lyophyllum och familjen Lyophyllaceae.   Inga underarter finns listade i Catalogue of Life.

## Källor

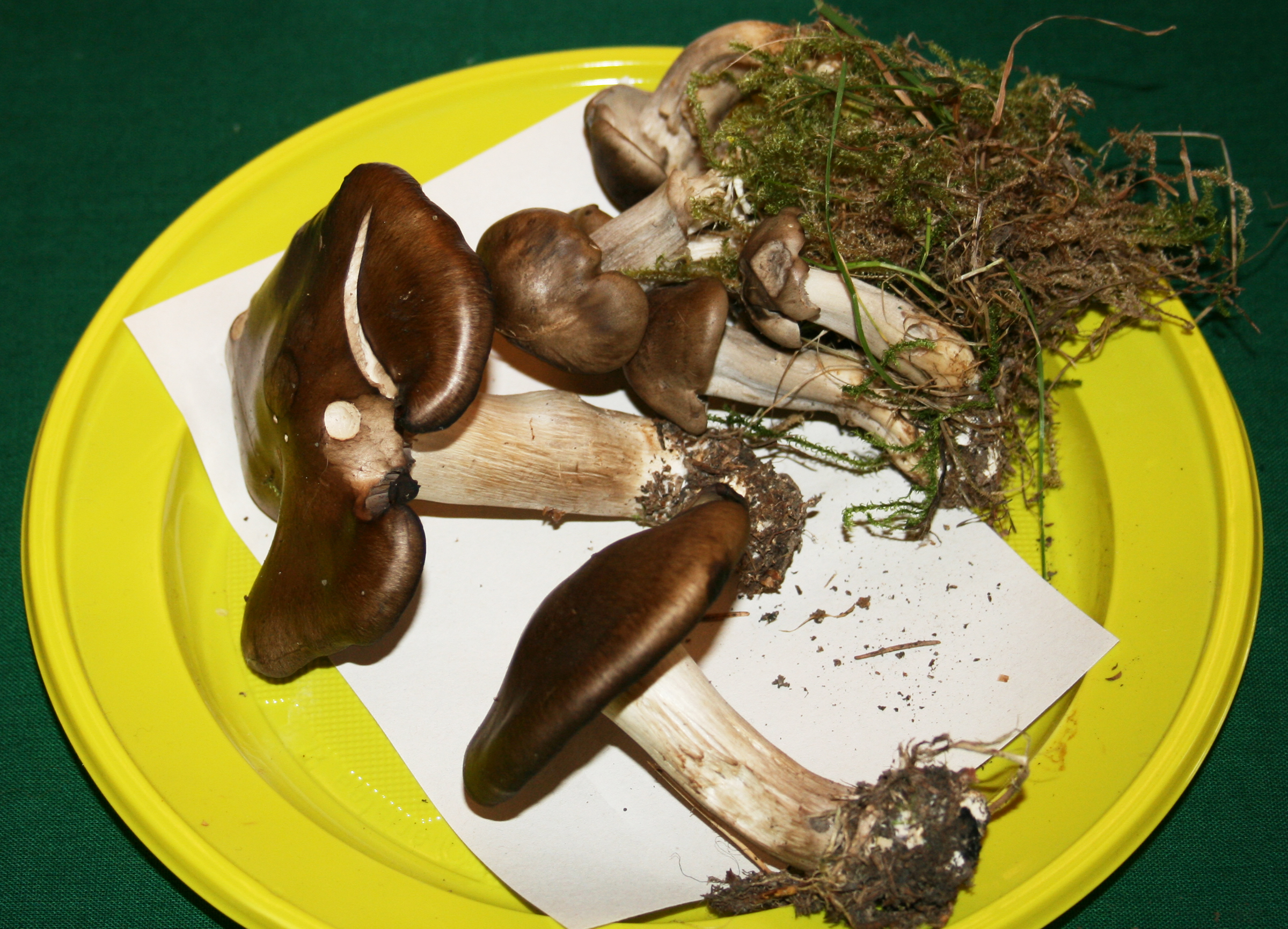
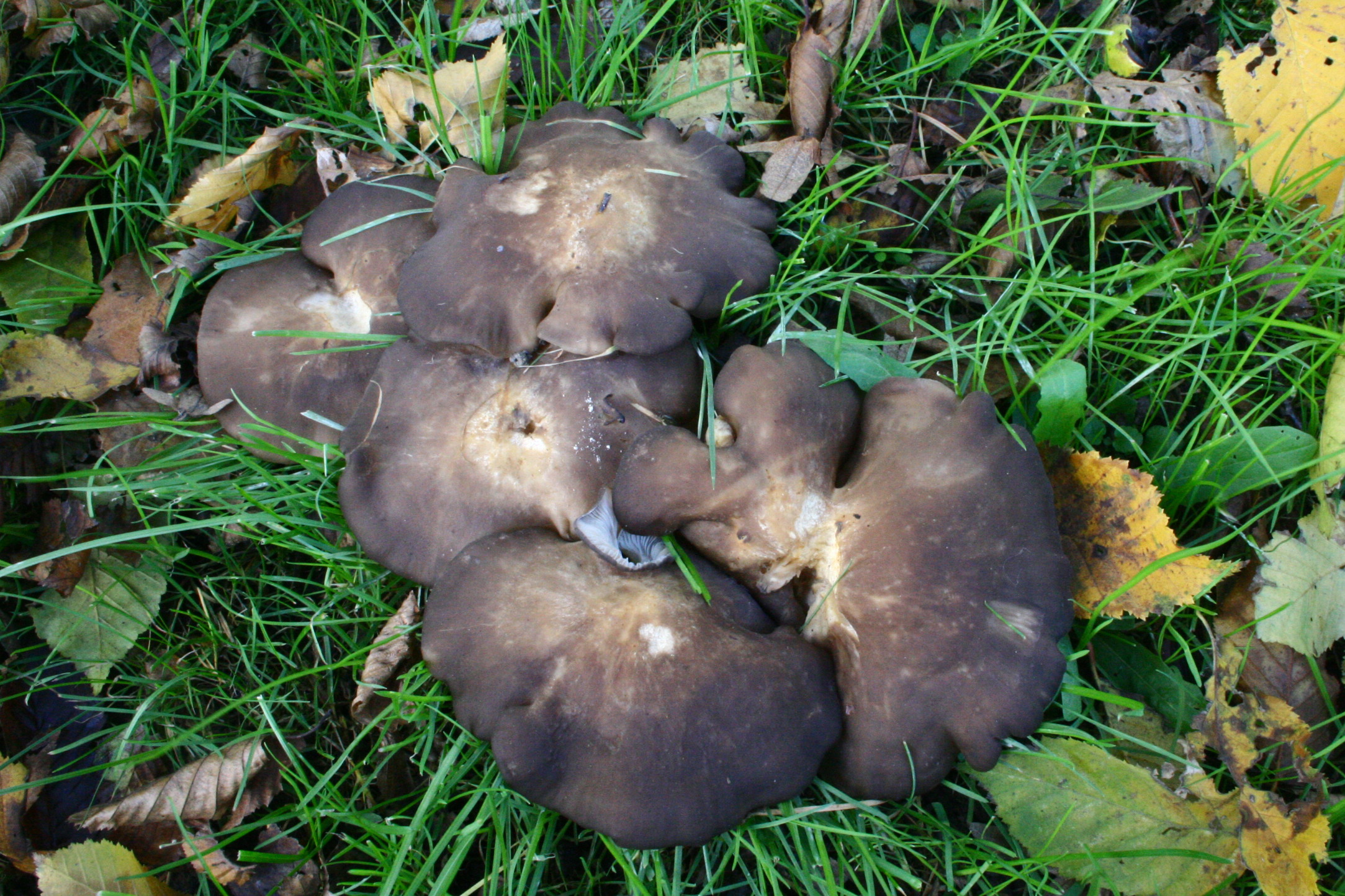
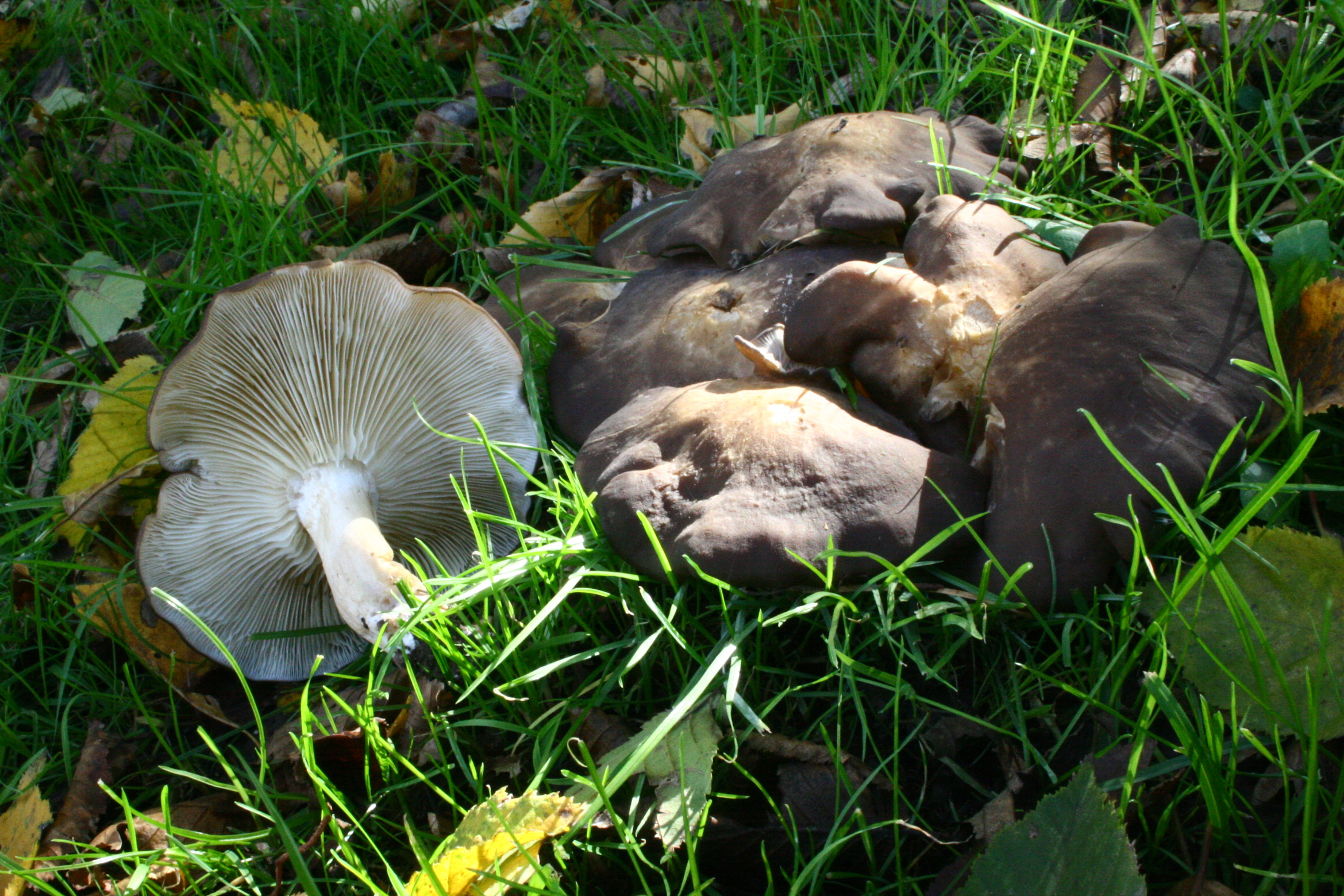